# Tirreno-Adriatico 1966
Tirreno-Adriatico 1966 est la 1re édition de la course cycliste par étapes italienne Tirreno-Adriatico. L'épreuve se déroule sur trois étapes entre le 11 et le 13 mars 1966. Le vainqueur de la course est l'Italien Dino Zandegù (Bianchi).

## Classements des étapes
| Étape     | Date    | Villes étapes                      | km    | Vainqueur d’étape | Leader du classement général |
| --------- | ------- | ---------------------------------- | ----- | ----------------- | ---------------------------- |
| 1re étape | 11 mars | Rome - Foligno                     | 199,0 | Rolf Maurer       | Rolf Maurer                  |
| 2e étape  | 12 mars | Foligno - San Benedetto del Tronto | 195,0 | Dino Zandegù      | Dino Zandegù                 |
| 3e étape  | 13 mars | San Benedetto del Tronto - Pescara | 209,5 | Raffaele Marcoli  | Dino Zandegù                 |

## Classement général
|    | Cycliste           | Pays   | Équipe     | Temps            |
| -- | ------------------ | ------ | ---------- | ---------------- |
| 1  | Dino Zandegù       | Italie | Bianchi    | 15 h 43 min 42 s |
| 2  | Vito Taccone       | Italie | Vittadello | m.t.             |
| 3  | Rolf Maurer        | Suisse | Filotex    | + 1 min 32 s     |
| 4  | Adriano Passuello  | Italie | Legnano    | + 1 min 32 s     |
| 5  | Flaviano Vicentini | Italie | Legnano    | + 1 min 32 s     |
| 6  | Franco Cribiori    | Italie | Vittadello | + 1 min 32 s     |
| 7  | Guido De Rosso     | Italie | Molteni    | + 1 min 32 s     |
| 8  | Franco Balmamion   | Italie | Sanson     | + 1 min 32 s     |
| 9  | Claudio Michelotto | Italie | Sanson     | + 1 min 32 s     |
| 10 | Franco Bitossi     | Italie | Filotex    | + 1 min 32 s     |